# 위기탈출 넘버원
《위기탈출 넘버원》(危機脫出 -)은 2005년 7월 9일부터 2016년 4월 11일까지 방송된 KBS 2TV 안전 버라이어티 프로그램이다.

## 기획 의도
본 프로그램은 위기 상황, 긴급 출동 사례, 다양한 유형의 위험 요소를 종합적으로 다루며 이에 대한 대처법과 예방법을 체계적으로 소개하는 것을 목적으로 한다. 이를 통해 시청자들에게 안전에 대한 경각심을 고취시키고, 실질적인 대응 능력을 함양하도록 돕는다.
내용은 전문적이고 객관적인 자료를 기반으로 구성되며, 각 사례의 전개와 분석을 통해 위험의 실체를 명확히 드러낸다. 또한, 재난·사고 상황에서 요구되는 기본적인 행동 요령과 더불어 일상에서 실천 가능한 예방 수칙을 제시하여 시청자들이 생활 속에서 안전을 지켜 나갈 수 있도록 한다.
궁극적으로 본 프로그램은 단순한 정보 전달을 넘어, 사회 전반에 걸쳐 안전 문화 확산을 촉진하고, 국민 개개인의 생명과 재산을 보호하는 데 기여하고자 한다.

## 방송 일정
| 방송 채널 | 방송 기간                           | 방송 시간                       | 방송 분량 |
| --------- | ----------------------------------- | ------------------------------- | --------- |
| KBS 2TV   | 2005년 7월 9일 ~ 2008년 3월 29일    | 매주 토요일 밤 10:15: ~ 11:15   | 1시간     |
| KBS 2TV   | 2008년 3월 31일 ~ 2009년 4월 13일   | 매주 월요일 저녁 8:50 ~ 밤 9:55 | 1시간 5분 |
| KBS 2TV   | 2011년 11월 7일 ~ 2012년 2월 20일   | 매주 월요일 저녁 8:50 ~ 밤 9:55 | 1시간 5분 |
| KBS 2TV   | 2009년 4월 20일 ~ 2009년 10월 12일  | 매주 월요일 밤 9:00 ~ 9:55      | 55분      |
| KBS 2TV   | 2009년 10월 26일 ~ 2011년 10월 24일 | 매주 월요일 저녁 8:50 ~ 밤 9:55 | 1시간 5분 |
| KBS 2TV   | 2012년 2월 27일 ~ 2013년 8월 12일   | 매주 월요일 저녁 8:50 ~ 밤 9:55 | 1시간 5분 |
| KBS 2TV   | 2013년 8월 19일 ~ 2016년 4월 11일   | 매주 월요일 저녁 8:55 ~ 밤 9:55 | 1시간     |

## 역대 슬로건

### 오프닝 멘트
- 2005년 7월 9일 ~ 2006년 11월 18일 꼭 필요한 안전상식부터 생존노하우까지[강병규], 여러분이 원하시는 모든 안전 정보를 모았습니다.[이혁재] 위기탈출 넘버원![공통]

- 2007년 1월 13일 ~ 2007년 4월 28일 대한민국의 안전을 위해 여기 다섯 남자가 뭉쳤다! 우리는 위기탈출넘버원! (지석진 MC 단독 멘트)

- 2007년 5월 5일 ~ 2008년 8월 4일 이곳은 대한민국 안전의 중심 위기탈출 넘버원 (서경석 MC 고정멘트, 그 이전에는 릴레이식으로 별도의 오프닝 멘트가 있음)

- 2008년 8월 18일 ~ 2008년 8월 25일 기억하라 안전상식 안전하라 대한민국 이곳은 대한민국 안전의 중심 위기탈출 넘버원!

- 2008년 9월 1일 꼼짝마라 안전사고 안전사고 제로달성에 도전한다! 이곳은 대한민국 안전의 중심 위기탈출 넘버원!

- 2008년 9월 8일 ~ 2008년 12월 29일 행복한 대한민국을 위해 안전을 사랑하라! 이곳은 대한민국 안전의 중심 위기탈출 넘버원!

- 2009년 1월 5일 ~ 2009년 4월 20일 실천하라 그러면 안전하리라 대한민국 안전의 시작 위기탈출 넘버원!

- 2009년 4월 27일 ~ 2009년 5월 4일 행복한 사회를 위해 안전을 실천하라! 대한민국 안전의 시작 위기탈출 넘버원!

- 2009년 5월 11일 ~ 2010년 5월 3일 세상의 안전 다 모여라 이곳은 안전 파라다이스 위기탈출 넘버원!

- 2010년 5월 10일 ~ 2012년 9월 3일 여러분의 안전을 책임집니다 행복한 안전생활의 시작 위기탈출 넘버원!

- 2012년 9월 10일 ~ 2016년 2월 29일 몸도 튼튼 안전도 튼튼 여기는 대한민국 안전의 중심 위기탈출 넘버원!

- 2016년 3월 7일 ~ 2016년 4월 11일 대한민국 안전을 위해 이들이 뭉쳤다.(장민혁 성우) 우리는 대한민국 안전의 중심 위기탈출 넘버원!

### 엔딩 멘트
- 2005년 7월 9일 ~ 2006년 11월 18일 우리 모두 안전넘버원이 되는 그날까지 위기탈출 넘버원!

- 2006년 11월 25일 ~ 2010년 5월 3일 대한민국이 안전해지는 그날까지 위기탈출 넘버원!

- 2010년 5월 10일 ~ 2012년 9월 3일 대한민국의 안전사고가 없는 그날까지 위기탈출 넘버원!

- 2012년 9월 10일 ~ 2016년 4월 11일 여러분의 안전을 지키는 든든한 안전지킴이 위기탈출 넘버원!

## 역대 코너
- 선택 죽느냐 사느냐
- 있다없다 첵첵첵
- OX 첵첵첵
- 오구동성 공공의 답
- 위기탈출 시뮬레이션 지워야 산다
- 아빠 엄마 안녕히 다녀오세요!
- 생 실험실
- 넘버원만 봤더라면
- 검은코의 함정
- 검은코의 함정 포토 드라마
- 산자의 법칙
- 위기의 순간 흑과 백 (위기의 순간! 죽느냐 사느냐 전신)
- 위기의 순간! 죽느냐 사느냐 (출연 : 강헌일, 이가돈, 이상필, 현정애, 김원효, 홍윤화, 김동준, 현병수)
- 떴다 안전만 대리 (출연 : 이수근)
- 위험한 황회장 (출연: 황현희, 김대성, 강예빈)
- 청년백수 백수호 (김대성)
- 신입사원 백수호의 위험한 출근 (김대성)
- 생존 No.7
- 남을 살리는 방법 No.7
- 황당실화 위기의 사람들 (舊 위기의 바보들)
- 실제상황 알아야 산다
- 죽은 자의 가르침
- 위험한 랭킹 오 마이 갓! (출연 : 한민관, 신기루, 임윤택, 홍윤화, 장기영, 정태호, 허안나, 김성원, 정은선, 장재영, 이동엽, 현병수, 심진화, 김민경, 정현수)
- 안상태의 무사고 수사대 MSG
- 김미려의 무사고 수사대 MSG
- 조지훈의 산업 안전 파일
- 출동! 아빠를 지켜라!
- 범죄로부터 나를 지키는 방법
- 몸배바지(몸으로 배우는 바람직한 지식)
- 알아야 산다! 생존의 법칙
- 위험한 TOP
- 위험한 밥상
- 고래고래 김박사의 안전상식
- 집중! 장윤정의 안전상식
- 위기탈출 프로젝트
- 산업안전
- 긴급진단 넘버원
- 위기를 탈출하는 法
- 안전 사용 설명서
- 출동! 정반장
- 출동! 정탐정
- 위기탈출 연구소
- 안전 매뉴얼
- 위험한 레시피
- 안전사고 X파일
- 넘버원 캐스트
- 안전 공화국 Safe Korea
- 세상을 바꾸는 기적
- 미녀탐정K
- MC능력고사
- 저승탈출 넘버원
- 위험한 가족
- 내 아이의 안전한 사생활
- 넘버원 안전 뉴스
- 위기탈출 감독판 태양의 후회

## 진행자

### 역대 진행자
| 역대 | 진행자                                                       | 진행 기간                          | 게스트 유무 |
| ---- | ------------------------------------------------------------ | ---------------------------------- | ----------- |
| 1기  | 이혁재, 강병규                                               | 2005년 7월 9일 ~ 2006년 11월 18일  | o           |
| 2기  | 지석진, 한석준, MC몽, 김종민, 조형기, 천명훈, 박정민, 김태현 | 2006년 11월 25일 ~ 2007년 4월 28일 | x           |
| 3기  | 서경석, 한석준, 김종민, 노홍철, 조형기                       | 2007년 5월 5일 ~ 2008년 3월 31일   | x           |
| 4기  | 서경석, 한석준, 이수근, 노홍철                               | 2008년 4월 7일 ~ 2008년 12월 29일  | o           |
| 5기  | 서경석, 한석준, 황현희, 노홍철                               | 2009년 1월 5일 ~ 2010년 5월 3일    | o           |
| 6기  | 김국진, 은지원, 조우종, 노홍철                               | 2010년 5월 10일 ~ 2011년 1월 17일  | o           |
| 7기  | 김국진, 은지원, 길, 박은영(33기)                             | 2011년 1월 24일 ~ 2011년 5월 30일  | o           |
| 8기  | 김국진, 은지원, 길, 박은영(33기), 박성광                     | 2011년 6월 6일 ~ 2012년 6월 11일   | o           |
| 9기  | 김국진, 은지원, 이창민, 박은영(33기), 박성광                 | 2012년 6월 18일 ~ 2012년 9월 3일   | o           |
| 10기 | 김종국, 김준현, 붐, 은지원, 박은영(33기)                     | 2012년 9월 10일 ~ 2013년 4월 8일   | x           |
| 11기 | 김종국, 김준현, 장윤정(가수)                                 | 2013년 4월 15일 ~ 2014년 3월 31일  | o           |
| 12기 | 김종국, 이슬기, 정태호, 김지민                               | 2014년 4월 7일 ~ 2015년 1월 5일    | o           |
| 13기 | 김종국, 이지연(37기), 정태호, 김지민                         | 2015년 1월 12일 ~ 2015년 9월 14일  | o           |
| 14기 | 김종국, 정태호, 김지민 , 박지윤(30기), 이정민(31기)          | 2015년 9월 21일 ~ 2016년 2월 29일  | o           |
| 15기 | 김종국, 유재환, 신동우, 이상훈, 박준규                       | 2016년 3월 7일 ~ 2016년 4월 11일   | o           |

## 성우
| 역대 | 성우   | 방송 기간                        |
| ---- | ------ | -------------------------------- |
| 1기  | 안지환 | 2005년 7월 9일 ~ 2016년 2월 29일 |
| 2기  | 장민혁 | 2016년 3월 7일 ~ 2016년 4월 11일 |

## 역대 넘버원
| 역대           | 이름           | 방송 기간                           |
| -------------- | -------------- | ----------------------------------- |
| 1기 (넘버원씨) | 김경열         | 2005년 7월 9일 ~ 2012년 11월 5일    |
| 스페셜         | 김성원         | 2012년 11월 12일 ~ 2012년 12월 10일 |
| 2기 (넘버맨)   | 전환규         | 2012년 12월 17일 ~ 2014년 9월 22일  |
| 3기 (넘버키드) | 링컨 폴 램버트 | 2014년 11월 24일 ~ 2015년 5월 11일  |

## 휴방 및 결방 사유

### 2005년
- 9월 17일 : 추석 특집 방송
- 12월 24일 : 2005 KBS 연예대상 중계방송
- 12월 31일 : 2005 KBS 연기대상 중계방송

### 2006년
- 1월 28일 : 설 특집 방송
- 6월 10일 : 2006년 FIFA 월드컵 중계방송
- 12월 23일 : 2006 KBS 연예대상 중계방송
- 12월 30일 : 2006 KBS 가요대축제 중계방송

### 2007년
- 3월 3일 : 방송 80년 특선영화 《라디오 스타》 방송
- 9월 22일 : 추석특선영화 《잘 살아보세》 방송
- 12월 22일 : 2007 KBS 연예대상 중계방송

### 2008년
- 2월 23일 : 2008년 동아시아컵 중계방송
- 8월 11일 : 2008년 베이징 하계 올림픽 중계방송
- 9월 15일 : 추석 특집 프로그램《친절한 외인숙》및 추석 특선 영화 《권순분 여사 납치사건》방영
- 10월 27일 : 2008년 한국 시리즈 2차전 중계방송

### 2009년
- 3월 9일 : 2009년 월드 베이스볼 클래식 중계방송
- 10월 19일 : 2009년 한국 시리즈 3차전 중계방송

### 2010년
- 2월 15일 : 설 특집 《빅스타 패밀리 대격돌》의 방송
- 3월 1일 : 2010년 밴쿠버 동계 올림픽 선수 환영 축하방송
- 11월 22일 : 2010년 광저우 아시안 게임 중계방송

### 2011년
- 8월 29일 : 2011년 대구 세계 육상 선수권 대회 중계방송
- 9월 12일 : 추석특선영화 《방가방가》의 방송
- 10월 17일 : 대종상영화제 특집방송
- 10월 31일 : 플레이오프 2차전 중계방송

### 2012년
- 1월 23일 :설 특선영화 《아이언맨 2》의 방송
- 12월 31일 : 2012 KBS 연기대상 중계방송

### 2013년
- 2월 11일 : 설 특집 《당신이 한번도 보지못한 개그콘서트》의 방송
- 10월 28일 : 2013년 한국 시리즈 4차전 중계방송

### 2014년
- 2월 10일 : 2014년 소치 동계 올림픽 중계방송
- 4월 21일 : 세월호 침몰 사고의 여파로 결방
- 9월 8일 : 축구 국가대표 평가전 대한민국:우루과이 중계방송
- 11월 10일 : 2014년 한국시리즈 5차전 중계방송

### 2015년
- 9월 28일 : 추석 특집 《전무후무 전현무쇼》 방송
- 10월 19일 : 플레이오프 2차전 중계방송

### 2016년
- 2월 8일 : 설특집 파일럿 《우리는 형제입니다》 방송

## 시청 등급 변동 사유 (모방 위험 우려)
KBS 2TV에서 방영된 〈위기탈출 넘버원〉은 원칙적으로 모든 연령 시청가 프로그램으로 편성·방송되었다. 그러나 2012년 3월 19일 방영된 제325회분은 예외적으로 12세 이상 시청가로 지정되어 방송되었다. 이는 해당 방송에서 다룬 게임 중독 관련 범죄 사례 때문이었다. 구체적으로, 폭력성이 높은 게임에 중독된 범인이 가족을 살해한 후 자살하는 사건이 소개되었으며, 이로 인한 모방 범죄 발생 가능성이 제기되었다. 이에 따라 해당 회차는 전체 코너와 무관하게, 문제의 사건 재연 장면 때문에 시청 등급이 상향 조정되었다. 2014년 6월 30일 방영된 제439회분부터는 모방 위험에 대한 우려로 인해, 프로그램 전체가 12세 이상 시청가로 조정되었다. 더 나아가 2014년 10월 13일 방영된 제453회분의 경우에는 특히 자극적이거나 모방 위험이 큰 내용이 포함되어 15세 이상 시청가로 방송된 바 있다.

## 주요 사건·사고 연관
- 초대 MC 강병규는 2008년 하계 올림픽 호화 원정응원단 논란과 도박 파문에 휘말려 방송 출연을 중단했으며 2013년 2월에는 배우 이병헌을 협박하고 KBS 2TV 드라마 아이리스 현장에서 폭력을 휘두른 혐의로 징역 1년에 집행유예 3년을 선고받았으며[1] 그 이후에는 KBS·EBS·MBC 영구출연정지 명단에 올라야 했다.
- 강병규와 함께 해당 프로그램 초대 MC를 맡았던 이혁재는 폭행, 조직 폭력배 논란 등에 휩싸여 방송에서 모습을 감춰야 했으며[2] 2014년 1월 5일 KBS 2TV 1박 2일 방영분에서는 본인이 출연한 <위험한 초대>의 자료화면이 나왔는데 이 프로그램에 함께 출연한[3] 강병규 신정환과 함께 모자이크 처리되는 수모를 겪어 KBS·EBS·MBC 영구출연정지 명단에 올랐다.
- 공동 MC에 속했던 황현희 김준현 길 노홍철은 음주운전 사건으로 물의를 일으킨 바 있었다.[4][5]
- 공동 진행자 명단에 속했었던 이수근과 붐은 불법도박 사건으로 물의를 일으킨 경력이 있었다.[6]
- 또다른 공동 MC에 속했던 길은 초대 MC 강병규가 그랬던 것처럼 사회적 물의를 일으켰다는 이유(길-음주운전 3번 강병규-상습도박) 탓인지 KBS·EBS·MBC·JTBC·MBN·TV조선 영구출연정지 명단에 올라야 했고 그 이후에는 SBS·채널A에서도 출연정지 명단에 올랐으나 SBS·채널A 출연정지 명단에서 해제되었다.

## 다시보기에 관하여
본 프로그램은 본방송 종료 이후에도 시청자가 시간과 공간의 제약 없이 학습할 수 있도록 유튜브 공식 채널을 통한 다시보기 서비스를 제공한다. 이를 통해 안전 관련 정보가 지속적으로 확산되며, 대중의 안전 의식 제고에 기여한다.
정규 방송분 전체를 제공함으로써 위기 상황의 전개 과정, 대처 방법, 그리고 전문가의 해설을 종합적으로 확인할 수 있다. 또한 화재, 교통사고, 자연재해, 생활 안전 등 분야별 주요 장면을 선별·편집하여 짧은 시간 안에도 핵심 정보를 습득할 수 있도록 하였다. 더불어 실제 상황에서 즉시 활용 가능한 행동 지침을 간결하게 정리하여, 반복 학습과 공유에 용이하도록 구성하였다.

## 같이 보기
관련 항목
- 안전보건공단

방송 프로그램
- KBS 뉴스 9 (KBS 1TV)
- 재난탈출 생존왕 (KBS 1TV)
- 슈퍼히어로 (KBS 2TV)
- EBS 저녁뉴스 (EBS 1TV)
- MBC 뉴스데스크 (MBC TV)
- SBS 8 뉴스 (SBS TV)
- OBS 뉴스O (OBS경인TV)
- JTBC 뉴스룸 (JTBC)
- MBN 뉴스7 (평일) (MBN)
- MBN뉴스센터 (주말) (MBN)
- 시사스페셜 (MBN)
- TV조선 뉴스 9 (평일) (TV조선)
- TV조선 뉴스 7 (주말) (TV조선)
- 뉴스A (채널A)
- YTN 뉴스나이트 (평일) (YTN)
- YTN 뉴스와이드 (2150) (주말) (YTN)
- 뉴스투나잇 (연합뉴스TV)
- 김종배의 시건집중 (MBC 표준FM)
- 신장식의 뉴스 하이킥 (평일) (MBC 표준FM)
- 김치형의 뉴스 하이킥 (주말) (MBC 표준FM)
- 김혜영의 뉴스공감 (cpbc FM)
- 전영신의 아침저널 (BBS FM)
- BBS 뉴스파노라마 (BBS FM)

## 외부 입력
| KBS 2TV 월요일 예능 프로그램                     | KBS 2TV 월요일 예능 프로그램                        | KBS 2TV 월요일 예능 프로그램                   |
| 이전 작품                                        | 작품명                                              | 다음 작품                                      |
| ------------------------------------------------ | --------------------------------------------------- | ---------------------------------------------- |
| 경제 비타민 (2006년 11월 20일 ~ 2008년 3월 24일) | 위기탈출 넘버원 (2008년 3월 31일 ~ 2016년 4월 11일) | 수상한 휴가 (2016년 5월 2일 ~ 2016년 9월 26일) |